# Peter Gabriel (album, 1977)
Peter Gabriel (nazývané Car) je debutové studiové album Petera Gabriela, vydané v únoru 1977 pod značkou Charisma Records (v USA a Kanadě pod Atco Records). Jedná se o jeho první ze čtyř eponymních alb.

## Seznam skladeb
| Strana 1 | Strana 1                   | Strana 1      | Strana 1 |
| Pořadí   | Název                      | Autor         | Délka    |
| -------- | -------------------------- | ------------- | -------- |
| 1.       | Moribund the Burgermeister | Gabriel       | 4:20     |
| 2.       | Solsbury Hill              | Gabriel       | 4:21     |
| 3.       | Modern Love                | Gabriel       | 3:38     |
| 4.       | Excuse Me                  | Gabriel, Hall | 3:20     |
| 5.       | Humdrum                    | Gabriel       | 3:25     |

| Strana 2       | Strana 2                | Strana 2       | Strana 2 |
| Pořadí         | Název                   | Autor          | Délka    |
| -------------- | ----------------------- | -------------- | -------- |
| 1.             | Slowburn                | Gabriel        | 4:36     |
| 2.             | Waiting for the Big One | Gabriel        | 7:15     |
| 3.             | Down the Dolce Vita     | Gabriel        | 5:05     |
| 4.             | Here Comes the Flood    | Gabriel        | 5:38     |
| Celková délka: | Celková délka:          | Celková délka: | 41:42    |

## Sestava
- Peter Gabriel – zpěv, klávesy, flétna, zobcová flétna
- Allan Schwartzberg – bicí
- Tony Levin – baskytara, tuba
- Jimmy Maelen – perkuse
- Steve Hunter – kytary
- Robert Fripp – kytary, banjo
- Jozef Chirowski – klávesy
- Larry Fast – syntezátory, programming
- Dick Wagner – kytara, doprovodný zpěv
- London Symphony Orchestra
- Michael Gibbs – aranže pro orchestr